# Мохамед, Мохамед Абди
Мохамед Абди Мохамед «Ганди» (сомал. Maxamed Cabdi Maxamed «Gaandi», араб. محمد عبدي محمد‎; род. 21 июля 1954, Галькайо, Сомали — 18 апреля 2021, Франция) — сомалийский политический деятель, профессор, геолог, антрополог, историк. Бывший министр обороны Сомали, а также бывший президент виртуального самопровозглашённого автономного государства Азания. В июле 2014 года был назначен послом Сомали в Канаде.

## Биография
Мохамед Абди Хаджи-Мохамед родом из Галькайо. С детства он был отличным учеником и уже в раннем возрасте сумел выучить наизусть Коран. Мохамед был принят в самую престижную среднюю школу того времени, Jamal Abdelnazer High School, которая находится в Могадишо, в столице Сомали, став одним из лучших учеников страны, а затем получив полную стипендию для поездки во Францию для получения высшего образования. Школу он закончил с отличием в 1970 году.
Мохамед прибыл во Францию в октябре 1972 года, чтобы поступить в Безансонский университет. Там он специализировался на геологии и получил степень бакалавра в сентябре 1976 года. Затем в 1979 году он продолжил получать степень магистра наук в области геологии. В 1983 году он получил докторскую степень по прикладной геологии. Тема его диссертации была «Изучение геологии и гидрогеологии бассейна Центрального Сомали». После выпуска в том же университете Ганди начал читать лекции.
В июне 1983 года он защитил докторскую диссертацию по прикладной геологии. Тема его диссертации была «Изучение геологии и гидрогеологии бассейна Центральной Сомали».
После выпуска Ганди начал читать лекции в том же университете. Он продолжал заниматься другой специальностью (история и цивилизация древности) и в 1990 году получил вторую докторскую степень по философии. В течение этого десятилетия профессор продолжал читать лекции в Безансонском университете.
Профессор Ганди также получил сертификат по антропологии космоса примерно в марте 1992 года в Университете Нового Лиссабона в рамках программы обмена Erasmus. Кроме того, в Безансонском университете он получил высшую исследовательскую степень. Ганди был награждён дипломом международного бакалавра Французской академии. Он также работал старшим советником Программы развития ООН в Сомали по вопросам разоружения, демобилизации и реинтеграции. Будучи активным участником сомалийского мирного процесса, Ганди был главным консультантом по Картированию сомалийского гражданского общества в 2002 году. Он также возглавлял технический комитет в рамках Артинского сомалийского мирного процесса, который проходил в Арте, Джибути, а также был членом Сомалийского гражданского общества на Сомалийской конференции по вопросам мира и примирения, которая проходила в Кении.
Мохамед Абди Мохамед опубликовал 12 книг в дополнение к более чем 50 научным статьям в различных академических журналах. Он также отредактировал три исследования. В 2011 году профессор был избран президентом Азании. Ранее он занимал должности министра обороны и министра авиации и транспорта при Переходном федеральном правительстве Сомали и являлся членом его Парламента.
Во время учёбы во Франции Ганди ежегодно возвращался в Сомали, чтобы преподавать и поддерживать в качестве профессора кафедры истории и геологии Университета Могадишо. С 1987 года профессор был консультантом Национального музея Сомали (с 1988 года), перед которым он поставил задачу идентифицировать и классифицировать древние рукописи (особенно те, которые принадлежат шейхам и лидерам кланов) для создания справочника литературных (устных или письменных) и предметы искусства.
Во время учёбы во Франции Ганди каждый год возвращался в Сомали, чтобы преподавать профессором кафедры истории и геологии в Могадишском университете. В 1987 году Мохамед стал консультантом Национального музея Сомали, перед которым он поставил задачу выявления и классификации древних рукописей (особенно тех, которые хранились шейхами и лидерами кланов) для создания каталога литературных (устных или письменных) и предметов искусства. С 1987 года профессор был консультантом Национального музея Сомали (с 1988 года), перед которым он поставил задачу идентифицировать и классифицировать древние рукописи (особенно те, которые принадлежат шейхам и лидерам кланов) для создания литературных произведений (устных или письменных) и предметов искусства.
Профессор Ганди является соучредителем ассоциации «Линия мира Сомали», основанной в Париже в 1996 году.
Мохамед Абди Мохамед является ассоциированным членом Института науки и техники древнего мира, Национального центра научных исследований. С марта 1999 по февраля 2001 года Ганди работал научным сотрудником первого класса в Институте исследований развития. С марта по сентябрь 2000 года Ганди был председателем технического комитета Конференции за мир, проходившей в Арте в Джибути. Также он был консультантом Программы защиты гражданского населения Сомали 2001 года. C октября 2002 года по ноябрь 2004 года Мохамед был представителем гражданского общества по делам мирного процесса в Эльдорет и Найроби.
В период с января 2006 по февраль 2007 года профессор Ганди работал консультантом организации «Врачи без границ» из Швейцарии, Испании и в других международных организациях, которые строят школы и учебный центр для медсестёр. Мохамед построил клинику в Кульбийоу, Нижняя Джубба, а также в окрестностях, где родилась его мама. Кроме того, профессор Ганди построил мечеть и образовательный центр для медсестёр-акушерок в память о своей любимой матери. Профессор Ганди работал консультантом-экспертом ЮНЕСКО в период с 1995 по 1998 год, где он написал множество книг и статей.
Административная деятельность Мохамеда Абди Мохамеда заключается в создании «сомалийских исследований» во Франции и Европе, издании собрания сочинений. Он один из основателей Французской ассоциации сомалийских исследований (1986) и Европейской ассоциации сомалийских исследований (1990). Чтобы сплотить исследователей «сомализации» Европы, эти ассоциации организовали несколько семинаров и культурных мероприятий.
18 апреля 2021 года Мохамед скончался во Франции.

## Политическая карьера

### Министр обороны
21 февраля 2009 года Мохамед Абди Мохамед был назначен министром обороны Сомали тогдашним главой правительства страны, премьер-министром Омаром Абдирашидом Али Шермарком. Он занимал эту должность до 10 ноября 2010 года.
Во время своего пребывания на посту министра обороны Ганди организовал и провёл встречу в Вашингтоне, на которой он стремился собрать вместе бывших высокопоставленных офицеров вооружённых сил, полицейской, пенитенциарных учреждений и разведывательных служб для углублённого обсуждения как исторической основы Вооружённых сил Сомали, так и вопросов восстановления и укрепления потенциала институтов сектора безопасности в Сомали. Он предложил создать 36-тысячную армию во главе с бывшими сомалийскими высшими военными, тем самым возродив сомалийскую государственность.

### Президент Азании
3 апреля 2011 года было объявлено о создании нового автономного района на юге Сомали. Возникшее государство, названное Азанией (ранее Джубаленд), возглавил Ганди, который является его первым президентом. По его словам, слово Азания было выбрано в качестве названия для новой администрации из-за его исторической важности, поскольку "Азания — это название, данное Сомали более 2500 лет назад. Оно было дано египетскими моряками, которые раньше получали много продовольствия с сомалийского побережья. Оно происходит с арабского и означает «земля изобилия».
Первой заявленной политической инициативой Ганди было удаление с территории страны боевиков террористической группировки «Харакат аш-Шабаб».
Мохамед занимал пост президента Азании до 15 мая 2013 года. В этот день Ахмед Мохамед Ислам стал президентом Джубаленда.

### Посол Сомали в Канаде
В июле 2014 года Ганди был назначен новым послом Сомали в Канаде, одновременно став первым послом Сомали в Канаде за последние два десятилетия и возглавив вновь открывшееся посольство Федерального правительства Сомали в Оттаве.